# Alpe Adria Football League
L'Alpe Adria Football league est une association sportive organisant de 2013 à 2015 un tournoi de football américain du même nom. Il met en présence des clubs amateurs issus de Croatie, de Slovénie, de Serbie et de Bosnie.
Après l'édition de 2015, l'organisation est dissoute et les équipes rejoignent la Central European Football League.
Cette compétition se dispute avec une phase régulière de type championnat lequel est suivi d'une phase de playoffs (deux 1/2 finales) le tout se terminant par la finale dénommée « Adria Bowl ».

## Les clubs
| Pays               | Club                  | Ville    |
| ------------------ | --------------------- | -------- |
| Slovénie           | Alp Devils            | Kranj    |
| Serbie             | Belgrade Blue Dragons | Belgrade |
| Slovénie           | Maribor Generals      | Maribor  |
| Serbie             | Niš Imperatori        | Niš      |
| Serbie             | Pančevo Panthers      | Pančevo  |
| Bosnie-Herzégovine | Sarajevo Spartans     | Sarajevo |
| Croatie            | Zagreb Patriots       | Zagreb   |

| Équipe                | Nbr. | Meill. Rés.             | Nbr. PO | Nbr. Titres |
| --------------------- | ---- | ----------------------- | ------- | ----------- |
| Alp Devils            | 3    | 1er 2014                | 2       | -           |
| Belgrade Blue Dragons | 1    | 2e 2015                 | 1       | -           |
| Maribor Generals      | 3    | 1er (North) 2013        | 3       | 3           |
| Niš Imperatori        | 1    | 3e 2015                 | 1       | -           |
| Osijek Cannons        | 2    | 6e 2014                 | -       | -           |
| Pančevo Panthers      | 1    | 1er (East) 2015         | 1       | -           |
| Sarajevo Spartans     | 2    | 5e 2014                 | -       | -           |
| Sirmium Legionaries   | 1    | 3e 2014                 | -       | -           |
| Split Sea Wolves      | 1    | 7e 2014                 | -       | -           |
| Zagreb Patriots       | 2    | 1er (Groupe Ouest) 2015 | -       | -           |
| Zagreb Raiders        | 2    | 1er (Groupe Sud) 2013   | -       | -           |
| Zagreb Thunder        | 1    | 2e (Groupe Sud) 2013    | -       | -           |

## Palmarès
| Saison | Édition             | Vainqueurs       | Adversaire      | Résultat | Lieu                        |
| ------ | ------------------- | ---------------- | --------------- | -------- | --------------------------- |
| 2013   | Alpe Adria Bowl I   | Maribor Generals | Zagreb Raiders  | 19 - 12  | Ferrara, Stadio Paolo-Mazza |
| 2014   | Alpe Adria Bowl II  | Maribor Generals | Alp Devils      | 15 - 6   | Ferrara, Stadio Paolo-Mazza |
| 2015   | Alpe Adria Bowl III | Maribor Generals | Zagreb Patriots | 36 - 16  | Milan, Vélodrome Vigorelli  |

### Tableau d'honneur
|   | Club             | Nombre de titres | Dernier titre | Nombre de finales perdues | Dernière défaite en finale |
| - | ---------------- | ---------------- | ------------- | ------------------------- | -------------------------- |
| 1 | Maribor Generals | 3                | 2015          | -                         | -                          |
| 2 | Zagreb Raiders   | -                | -             | 2                         | 2015                       |
| 3 | Alp Devils       | -                | -             | 1                         | 2014                       |